# Rundle Peaks
Rundle Peaks är en bergstopp i Antarktis. Den ligger i Östantarktis. Australien gör anspråk på området. Toppen på Rundle Peaks är 1 813 meter över havet, eller 762 meter över den omgivande terrängen. Bredden vid basen är 5,1 km.
Terrängen runt Rundle Peaks är huvudsakligen bergig. Trakten är obefolkad. Det finns inga samhällen i närheten. 